# 岩崎利彦
岩崎 利彦（いわさき としひこ、1967年10月4日 - ）は、群馬県山田郡大間々町（現・みどり市）出身の元陸上競技選手。元110mハードル日本記録保持者。日本人初の電気計時14秒突破選手。1991年世界陸上競技選手権大会代表、1992年バルセロナオリンピック代表。

## 経歴
- 大間々中学校卒業。
- 群馬県立桐生南高等学校卒業。
- 順天堂大学卒業。卒業後、富士通に入社
- 1990年 第32回東日本実業団選手権で14.92をマークし優勝。翌年も優勝し2連覇を達成した。
- 1991年 東京で行われた世界陸上で13.58（追い風1.5m）の日本新記録を樹立
- 1992年 バルセロナオリンピックに出場
- 2000年 順天堂大学陸上競技部コーチに就任
- 2002年 富士通陸上競技部短距離コーチに就任
- 従甥に、プロ野球・福岡ソフトバンクホークス所属選手の周東佑京がいる[1]。